# Maximilian Schmidbauer
Maximilian Schmidbauer (Vienna, 23 dicembre 2001) è un pistard e ciclista su strada austriaco che corre per il team WSA KTM Graz. Su pista ha vinto due titoli europei Under-23, uno nella corsa a punti e uno nell'americana.

## Palmarès

### Pista
- 2022

Campionati europei, Corsa a punti Under-23
Campionati austriaci, Corsa a punti
Campionati austriaci, Americana (con Tim Wafler)
- 2023

Discover Lehigh Valley Grand Prix, Americana (con Tim Wafler)
Campionati europei, Americana Under-23 (con Raphael Kokas)

### Strada
- 2019 (Juniores)

2ª tappa Olympic Hopes-Belgrade Trophy Milan Panić (Bogosavac > Bogosavac)

#### Altri successi
- 2024 (WSA KTM Graz)

Trofeo Cinelli - VC Hlohovce

## Piazzamenti

### Competizioni mondiali
- Campionati del mondo su pista

Roubaix 2021 - Scratch: 18º
Roubaix 2021 - Americana: ritirato
Roubaix 2021 - Corsa a eliminazione: 21º
Glasgow 2023 - Americana: 11º
- Campionati del mondo su strada

Fiandre 2021 - Staffetta: 12º
- Giochi olimpici

Parigi 2024 - Americana: 14°

### Competizioni continentali
- Campionati europei su pista

Fiorenzuola d'Arda 2020 - Inseguimento individuale Under-23: 14º
Fiorenzuola d'Arda 2020 - Corsa a punti Under-23: 8º
Fiorenzuola d'Arda 2020 - Americana Under-23: 9º
Grenchen 2021 - Corsa a eliminazione: 16º
Anadia 2022 - Inseguimento individuale Under-23: 17º
Anadia 2022 - Corsa a punti Under-23: vincitore
Anadia 2022 - Americana Under-23: 10º
Monaco di Baviera 2022 - Corsa a punti: 15º
Grenchen 2023 - Corsa a punti: 16º
Anadia 2023 - Corsa a punti Under-23: 3º
Anadia 2023 - Americana Under-23: vincitore
Apeldoorn 2024 - Americana: 13º
Heusden-Zolder 2025 - Americana: 9º
- Campionati europei su strada

Alkmaar 2019 - In linea Junior: 53º
Trento 2021 - Staffetta mista: 5º